# 島崎鶏二
島崎 鶏二（しまざき けいじ、1907年9月8日 - 1944年10月10日）は、大正時代から昭和時代初期の洋画家。父は島崎藤村、弟は島崎蓊助。現在においては、画家としてより、精神的に不安定だった父をよく補佐した「秘書」としての役割のほうが高く評価されている人物である。

## 来歴
1907年に藤村の次男として東京浅草に生まれる。15、6歳の頃から2年間、木曽馬籠で農業を手伝うかたわら絵を描く生活を送った。その後画家を志し、上京して川端画学校に進学。1929年にフランスに留学、アンリ・マティス、パブロ・ピカソを研究。1931年に帰国後は二科会を中心に出品し、1934年には特待待遇、1937年には正会員に推薦される。岡田謙三と共に当時の二科会の両輪とも言われたが、1943年に召集され、1944年、従軍先のボルネオ島にて飛行機事故により戦死。享年37。
画風は詩的で哀愁を帯び繊細、と評され、父・藤村の作風にも通じるものがあるとも言われる。
弟の蓊助も鶏二の影響を受けて画家となった。